# قوانین نورنبرگ

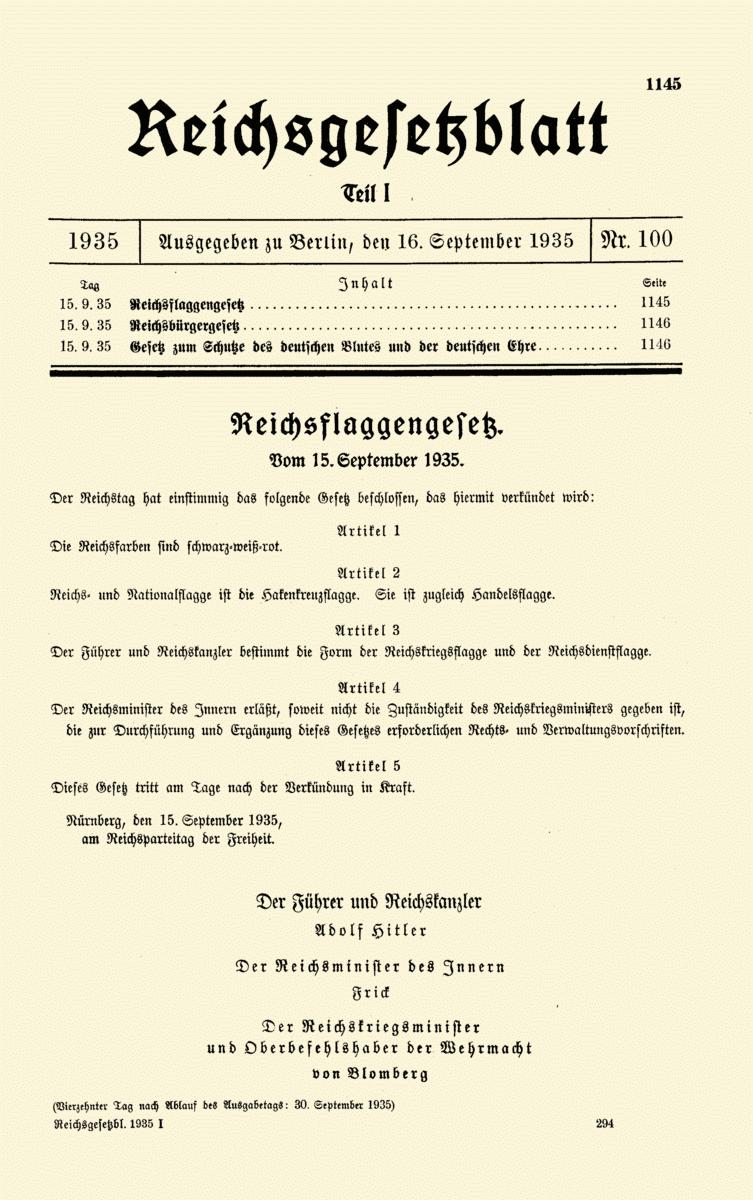

قوانین نورنبرگ (به آلمانی: Nürnberger Gesetze) قوانینی نژادپرستانه بودند که در سال ۱۹۳۵ در صف‌آرایی سالیانهٔ نورنبرگ در رایش بزرگ آلمان اعلام شد. طبق این قوانین موسوم به «قانون حفاظت از نژاد و افتخار آلمانی»، ازدواج میان آلمانی‌ها با یهودیان و کمی بعد سیاه‌پوست‌ها، کولی‌های اروپا و افرادی که شهروند آلمان نبودند ممنوع شد.
به دلیل اینکه تعریف قانونی از اینکه چه کسی یهودی است وجود نداشت، بعضی یهودیان از این قانون مستثنی بودند و موفق شدند که از فشار آن رهایی یابند. بعدها با اضافه‌شدن قوانینی که مشخص می‌کرد چه کسی یهودی است اجرای این قوانین ساده‌تر شد.
بر اساس قوانین نورنبرگ یک فرد زمانی آلمانی محسوب می‌شد که دارای چهار جد آلمانی بود و زمانی یهودی محسوب می‌شد که سه یا چهار جد یهودی داشت. فردی با یک یا دو جد آلمانی میشلینگ نام داشت که معنی مخلوط است. در این راستا قوانینی برای جلوگیری از مخلوط شدن یهودیان و آلمانی‌ها وضع شد.
قوانین نورنبرگ ازدواج افرادی را که یهودی محسوب می‌شدند با غیریهودیان ممنوع کرد و اجازهٔ کار یهودیان را در پست‌های دولتی لغو کرد. هدف قانون گذاران بازگرداندن وضعیت یهودیان قرن ۲۰ آلمان به وضعیت آنان در قرن ۱۹ بود. با این که در قرن ۱۹ یهودیان می‌توانستند برای رهایی از مشکلات به مسیحیت بگروند، در این قوانین این امکان وجود نداشت.
این قوانین به عنوان پایه‌ای برای بایکوت کردن بازرگانان یهودی نیز مورد استفاده قرار گرفت.

## تاریخچه
پیش از سال ۱۸۰۶ ایدهٔ تابعیت در هیچ جای امپراتوری روم وجود نداشت. از این رو افراد فقط تحت تابعیت قوانین محلی خود بودند. این قوانین از یکجا به جای دیگر متفاوت بود و مردم را به گروه‌های مختلفی مانند اشراف، یهودی، شهرنشین و غیره تقسیم می‌کرد.
ایدههٔ تأبعیت و شهروندی فقط مختص به شهرها بود و این ایده در روستاها وجود نداشت. معمولاً این تابعیت فقط مخصوص کسانی بود که بتوانند مالیات‌ها را پرداخت کنند و همچنین باید یکی از شاخه‌های مسیحیت را قبول داشتند. کسانی که این شرایط را نداشت ساکنین شهر محسوب می‌شدند و لیکن حقوق آن‌ها محفوظ نبود.
بیشتر یهودیان در شهرهای آلمان ساکن بودند و به عنوان شهرنشین محسوب می‌شدند هرچند که قوانین دربارهٔٔ آنان معمولاً سختگیرانه‌تر از جنتیل‌های آن شهر بود. در قرن ۱۸ بعضی از یهودی‌ها موفق به کسب تأبعیت و شهروندی شدند. آن‌ها ولیکن اجازهٔ حرکت میان شهرهای مختلف را نداشتند.
با سرکار آمدن ناپلئون و گسترش ایدهٔ شهروندی تمامی افرادی که پیش‌تر حقوقی نداشتند شهروند محسوب شدند. با اینکه این ایدهٔ نو تمام محدودیت‌های موجود برای یهودیان را از بین نبرد، ولیکن آنان اجازه یافتند که حقوق بیشتری به دست آورند. بیشتر محدودیت‌ها علیه یهودیان در سال ۱۸۴۰ از بین رفت و در روستاها نیز در سال ۱۸۶۹ لغو شد.
در اواسط قرن ۱۹، حرکت یهودستیزانهٔ ولکیش در آلمان قدرت گرفت. یکی از خواسته‌های اصلی این گروه تبعیض علیه یهودیان و جلوگیری از ازدواج آنان با غیر یهودیان بود. در سال ۱۸۸۱ یک درخواست از این گروه به دولت آلمان ارائه شد که خواستار تبعیض علیه یهودیان و جلوگیری از ازدواج آنان با غیر یهودیان بود که حاوی یک میلیون امضا بود. به دلیل درخواست‌های مردم دولت مجبور شد که تبعیض‌هایی را علیه یهودیان اعمال کند. یکی از رهبران ولکیش به نام هاینریش کلاس معتقد بود که شهروندی تمام یهودیان باید لغو شده و آن‌ها دارای وضعیت مهاجر خارجی باشند. کلاس معتقد بود که یهودیان نباید حق زمین داشتند، کار کردن در دولت، روزنامه‌نگاری، بانکداری و شغل‌های مشابه را داشته باشند.

## به سمت قوانین نورنبرگ
در زمان جنگ جهانی اول یهودیان آلمانی جزو مخلوط شده‌ترین یهودیان در اروپا بودند. آن‌ها اکثراً آلمانی صحبت می‌کردند، ییدیش نمی‌دانستند و اکثراً بی‌دین بودند.
با تأسیس حزب سوسیالیسم ناسیونال در سال ۱۹۱۹ درخواست‌های گروه ولکیش بار دیگر قدرت گرفت. بعد از روی کار آمدن نازی‌ها در سال ۱۹۳۳ این امر شدت گرفت. در ۱ آوریل ۱۹۳۳ نازی‌ها درخواست بایکوت تجارت‌های یهودی را کردند.
ولیکن در این زمان قوانینی برای ازدواج یهود و غیریهود تأسیس نشد. مشکل اصلی تعریف یهودی بودن بود و اینکه چه کسی یهودی است قانونگذاران را دچار مشکل کرده بود.
نخستین قوانین نورنبرگ مربوط به مشکلات ژنتیکی بود و ارتباطی به یهودیان نداشت. بعضی قوانین مربوط به حفظ کردن نژاد آلمانی بود ولیکن به صورت مستقیم یهودیان را خطاب نکرده بود.
در بهار و تابستان ۱۹۳۵ گروهی از افسران که از مماشات دولت با یهودیان خسته شده بودند تصمیم به حل مشکل به دست خود کردند. در این زمان حمله به مغازه‌ها و تجارت‌های یهودی شدت گرفت. هیتلر در ۸ اوت ۱۹۳۵ دستور به جلوگیری از حملات انفرادی بر ضد یهودیان داد. با اینکه رئیس بانک مرکزی آلمان هالمار شاکت معتقد بود که هر نوع اقدام بر ضد یهودیان به اقتصاد آلمان آسیب جدی می‌زند، دولت تصمیم گرفت که بر ضد یهودیان اقدام کند. در عین حال دولت اعلام کرد که کسانی را که انفرادی علیه یهودیان اقدام کنند به سختی مجازات خواهد کرد. از نظر هیتلر این قوانین جدید برای راضی کردن افرادی بود که از اعمال انجام شده علیه یهودیان راضی نبودند.
در هفتمین گردهمایی حزب نازی در ۱۹۳۵ حزب تصمیم گرفت که پرچم آلمان را با پرچم حزب نازی جایگزین کند. این کار به دلیل حادثهٔ برمن در نیویورک صورت گرفت که در آن تعدادی از مخالفان نازی‌ها پرچم این حزب را نابود کرده و به رودخانه انداختند. وقتی دولت آلمان به این امر اعتراض کرد، دولت آمریکا اعلام کرد که چون پرچم یک حزب و نه کشور آلمان مورد بی‌احترامی قرار گرفته‌است نمی‌تواند کاری انجام دهد. در برابر این اقدام آلمان پرچم نازی را جایگزین پرچم پیشین کرد.
در سال ۱۹۳۵ در گردهمایی حزب نازی، گرهارد واگنر اعلام کرد که دولت آلمان به زودی قوانینی را برای حفظ نژاد آلمانی وضع خواهد کرد. نخستین نسخهٔ این قانون در ۱۴ سپتامبر نوشته شد. بیشتر بحث‌های اولیه دربارهٔٔ این قانون تعریف یهودی بودن بود و اینکه یک فرد باید چند جد یهودی داشته باشد تا یهودی محسوب شود.
در ۱۵ سپتامبر ۱۹۳۵ دو قانون به رایشتاگ عرضه شد که بعداً به قوانین نورنبرگ معروف شد. قانون اول که قانون حفظ نژاد و افتخار آلمانی نام داشت ازدواج بین یهودیان و آلمانی‌ها را ممنوع کرد. این قانون همچنین کار کردن زنان آلمانی کمتر از ۴۵ ساله را در خانهٔ یهودیان ممنوع اعلام کرد. قانون دوم که قانون شهروندی رایش نام داشت اعلام کرد که فقط کسانی که دارای خون آلمانی هستند شهروند محسوب می‌شوند.
این قانون با اکثریت آرا در رایشتاگ تصویب شد.

## متن قوانین
قانون حفظ نژاد و افتخار آلمانی
به دلیل آنکه حفظ نژاد آلمانی برای بقای مردم آلمان الزامی است و برای عزم جدی برای آیندهٔ ملت آلمان رایشتاگ قانون زیر را تصویب کرده‌است:
بخش ۱
1. ازدواج بین یهودی و شهروندان آلمانی ممنوع است. ازدواج‌هایی که پیش از اجرای این قانون انجام شده، باطل بوده، حتی اگر در خارج از آلمان انجام شده باشند.
2. اجرای این قانون به دست مراجع قانونی خواهد بود.

بخش ۲
رابطه جنسی بیرون از ازدواج بین یهودیان و آلمانی‌ها ممنوع خواهد بود.
بخش ۳
یهودیان اجازه نخواهند داشت که زنان آلمانی کمتر از ۴۵ سال سن را به عنوان کارگر خانگی استخدام کنند.
بخش ۴
1. یهودیان حق ندارند که پرچم ملی را به نمایش درآورند.
2. یهودیان اجازه دارند که سمبل‌های یهودی را به نمایش درآورند. این حق توسط دولت محافظت خواهد شد.

بخش ۵
۱. کسی که قوانین بخش ۱ را رعایت نکند به کار اجباری سخت محکوم می‌شود.
۲. کسی که قوانین بخش ۲ را رعایت نکند زندانی به همراه کار اجباری خواهد شد.
۳. کسی که قوانین بخش ۳ یا ۴ را رعایت نکند حداکثر به یک سال زندان و جریمه محکوم می‌شود.
بخش ۶
وزیر امور داخلی و وزیر دادگستری قوانین مورد نیاز را برای اعمال این قوانین تدوین خواهند کرد.
بخش ۷
این قانون از روز اعلام شدن قابل الاجراست و لیکن بخش ۶ تا ۱ ژانویهٔ ۱۹۳۶ اجرا نخواهد شد.

## تأثیرات
با قانونی‌شدن تبعیض علیه یهودیان فشار بر آنان بیشتر شد؛ ولیکن برای اعمال قانون نیاز بود که تعریف صحیح از یهودی بودن اعلام شود. قوانین بعدی این تعاریف را اضافه کردند.
قانون شهروندی اثر کمی بر روی یهودیان داشت و تنها اجازهٔ رأی دادن و کارهای دولتی را از آنان سلب کرد. یکی از مشکلات اصلی دولت چگونگی برخورد با نیمه‌یهودیان بود.
کسانی که یهودی محسوب می‌شدند از وکیل شدن، پزشک شدن و روزنامه‌نگار شدن منع شدند. یهودیان از استفاده از بیمارستان‌های دولتی منع شده و نباید توسط دولت بعد از ۱۴ سالگی مورد آموزش قرار می‌گرفتند. پارک‌های عمومی، کتابخانه‌ها و سواحل دریا برای یهودیان ممنوع بود. همچنین بر اساس قوانین اضافه شده در ۱۷ اوت ۱۹۳۸ یهودیانی که دارای نام‌های غیریهودی بودند باید یک نام میانی برای خود در نظر می‌گرفتند که این نام برای مردان «اسرائیل» و برای زنان «ساراً» بود. گذرنامهٔ یهودیان باید دارای یک حرف «J» بزرگ بود و می‌توانست برای خروج از آلمان مورد استفاده قرار گیرد، ولیکن ورود به آلمان با این گذرنامه ممنوع بود.
اجباری شدن برچسب زرد رنگ در لهستان پس از حملهٔ آلمان مورد استفاده قرار گرفت. بعدها این امر به یهودیان ساکن آلمان نیز تعمیم داده شد.
بعدها قوانین حفظ نژاد آلمانی دارای مجازات اعدام شد. به‌طور مثال تاجر یهودی، لئو کازنبرگر که به رابطهٔ جنسی با یک دختر آلمانی کمسال متهم شده بود اعدام گردید.

## بیرون از آلمان
بلغارستان، رومانی، اسلواکی، کرواسی و مجارستان نیز قوانین مشابهی وضع کردند که در آن بعضی شغل‌ها برای یهودیان ممنوع بود.